# Antonin Scherrer
Antonin Scherrer, né à Vevey en 1976, est un critique musical, producteur de musique et essayiste vaudois.

## Biographie
Antonin Scherrer s'inscrit à la faculté de lettres de l'Université de Lausanne tout en étudiant parallèlement le violon au Conservatoire de Montreux. Journaliste musical depuis 1994, il multiplie les activités, collabore régulièrement avec la Revue musicale de Suisse romande, La Liberté et Radio Suisse romande-Espace 2. 
En 2000, il devient rédacteur en chef de l’Éveil culturel, revue culturelle bilingue, puis fonde avec succès les éditions Colophane. En 2003, il prend la direction artistique du label Claves Records jusqu'en 2008, et reçoit le prix culturel de la Fondation Pierre et Louisa Meylan "pour sa contribution significative à la vie musicale romande". Il est l’auteur d’un recueil de 49 portraits de luthiers romands (Revue Musicale de Suisse Romande, 1999), d’une monographie dédiée au chef et pédagogue Jacques Pache (Colophane, 2000), d’un ouvrage consacré au chef fondateur de l’Orchestre de Chambre de Lausanne, Victor Desarzens, (Éditions de l'Aire, 2008), d’une biographie du compositeur suisse Raffaele D'Alessandro (Éditions Papillon, 2009), d'une Petite histoire d'un grand cinéma (Lausanne : Service de la culture, 2010), d'un ouvrage sur les 150 ans du Conservatoire de Lausanne (Infolio éditions, 2011) et d'un album sur l'Ensemble vocal de Lausanne (Édition Favre, 2011). 
En 2001, il fonde et dirige le Festival La Folia à Rougemont. Depuis 2005, il est président de la Fondation Pierre et Louise Meylan et depuis 2010, membre du Conseil de fondation, de la Commission musicale et du Comité de direction de l'Orchestre de chambre de Lausanne.

## Sources
- « Antonin Scherrer », sur la base de données des personnalités vaudoises sur la plateforme « Patrinum » de la Bibliothèque cantonale et universitaire de Lausanne.
- Le Temps, 2003/09/18
- Le Temps, 2006/12/18
- Antonin Scherrer : 150 ans Conservatoire de Lausanne 1861-2011, Gollion, Infolio éditions, 2011